# Berakha (album)
Berakha – drugi album studyjny polskiego zespołu Pneuma wydany w 2001 roku. Zawiera teksty Psalmów, modlitwę Ojcze nasz oraz utwór nazwany Dajenu, co oznacza żydowską pieśń pochwalną.

## Lista utworów
1. "Psalm 95" – 4:01
2. "Dajenu" – 3:25
3. "Psalm 27" – 3:03
4. "Emenes" – 3:41
5. "Psalm 63 – 5:48
6. "Emmanuel" – 3:50
7. "Psalm 23" – 4:32
8. "Przez Imię Twoje" – 2:35
9. "Zobaczcie" – 4:17
10. "Ojcze Nasz" – 4:12
11. "Psalm 150" – 2:57